# Градишка (Кунгота)
Градишка (словен. Gradiška) је насељено мјесто у општини Кунгота, Подравска регија, Словенија.

## Историја
До територијалне реорганизације у Словенији била је у саставу старе општине Песница.

## Становништво
У попису становништва из 2011. године, Градишка је имала 929 становника.
| Број становника према пописима | Број становника према пописима | Број становника према пописима |
| ------------------------------ | ------------------------------ | ------------------------------ |
| 1991                           | 2002                           | 2011                           |
| 578                            | 737                            | 929                            |